# Lucina (mytologie)
Lucina (latinsky Lūcīna) je římská bohyně porodu, která bděla u lože rodičky. Ženy ji žádali o pomoc s rozpuštěnými vlasy a bez uzlů na oděvu, po porodu byla v atriu umístěna mensa „stůl“ pro tuto bohyni. Byla ztotožněna s řeckou bohyní porodu Eileithýiou.
Splývala s Junonou, a jméno Lucina se tak stalo titulem této bohyně. Kult Juno Luciny měl být v Římě zaveden sabinským králem Titem Tatiem a na ostrohu na vrchu Esquilinu zvaném Cispius založen její posvátný háj – lucus, snad doplněný svatyní do které byl po narození dítěte odevzdáván dar. Roku 375 př. n. l. byl na tomto místě postaven chrám - Aedes Junonis Lucinae. Založení chrámu bylo slaveno 1. března což byl také svátek zvaný Matronalia zasvěcený Juno Lucině.
Ovidius ve svých Fasti – básnické skladbě o římském kalendáři a svácích vzniklé na počátku 1. století, ztotožňuje Lucinu s Junonou a nabízí výklad jejího jména z lucus „háj“ nebo z lucis „světlo“ a vzývá ji aby chránila těhotné a přivedla zralé dítě z lůna. Na jiném místě však její jméno vykládá z luces „dny“.
Lucina také splývala s Dianou, která byla taktéž chápána jako bohyně porodu. Varro přímo ztotožňuje Juno Lucinu s Dianou a chápe ji jako bohyni co pomáhá dětem na světlo, na základě etymologie iuvo „pomáhat“ a lux „světlo“.